# Luotijärvi (sjö i S:t Michel, Södra Savolax)
Luotijärvi är en sjö i kommunen S:t Michel i landskapet Södra Savolax i Finland. Sjön ligger 95,5 meter över havet. Arean är 77 hektar och strandlinjen är 10,63 kilometer lång. Sjön  ingår i Kymmene älvs huvudavrinningsområde.   Den ligger omkring 24 kilometer nordväst om S:t Michel och omkring 210 kilometer nordöst om Helsingfors. 
I sjön finns ön Hoikansaari. Luotijärvi ligger väster om Pesäjärvi. 